# Meioneta insulana
Meioneta insulana är en spindelart som först beskrevs av Andrei V. Tanasevitch 2000.  Meioneta insulana ingår i släktet Meioneta och familjen täckvävarspindlar. Inga underarter finns listade i Catalogue of Life.